# (4162) SAF
(4162) SAF ist ein Hauptgürtelasteroid, der am 24. November 1940 von dem französischen Astronomen André Patry in Nizza entdeckt wurde.
Der provisorische Name des Asteroiden lautete 1940 WA, er wurde dann zu Ehren der Société astronomique de France in (4162) SAF umbenannt.